# Shalë
Shalë és un antic municipi del comtat de Shkodër, al nord d'Albània. A la reforma del govern local de 2015 es va convertir en una subdivisió del municipi Shkodër. La població al cens de 2011 era de 1.804 habitants.
Aquí hi ha l'extensa vall que duu el mateix nom que el municipi, la Vall de Shalë. Aquesta zona es caracteritza per ser molt muntanyosa, i és on es troben els punts més elevats del país. Aquest paratge natural el formen també tot un seguit de pobles petits, que es troben enmig de les mateixes muntanyes i on hom hi pot trobar alguns Parcs Naturals. Un dels més destacats és el Parc Natural de Theth, enmig del qual es troba el poble de Theth.
El seu nom prové de la tribu Shala que viu a la zona. La unitat municipal cobreix el curs superior del riu Shalë i part de la serralada de les Muntanyes Maleïdes . Hi ha onze petits pobles de muntanya al municipi: Breg-Lumi, Abat , Nicaj-Shalë, Lekaj, Vuksanaj, Pecaj, Theth , Ndërlysaj, Gimaj, Nen-Mavriq, Mekshaj i Lotaj.